# Освит дана жетве
Освит дана жетве (енгл. Sunrise on the Reaping) је дистопијски роман америчке књижевнице Сузан Колинс. Други је преднаставак трилогије Игре глади, након романа Балада о птици певачици и змији. Смештен је 24 године пре догађаја из првог романа. Објављен је 18. марта 2025. од стране издавачке куће Scholastic. Филм заснован на роману изаћи ће 2026. године.
Колинсова је инспирацију за књигу пронашла код шкотског филозофа Дејвида Хјума, посебно у његовим идејама о имплицитној потчињености и „лакоћи којом мали број управља мноштвом”. Питања која се тичу употребе пропаганде и моћи медијских наратива такође су инспирисала Колинсову да истражи концепт онога што је „стварно или није стварно” у роману.
Књигу је у Србији објавила издавачка кућа Вулкан у мају 2025. године, у преводу Браниславе Маодуш.

## Радња
Шеснаестогодишњи Хејмич Абернати живи у Дистрикту 12 са својом сиромашном мајком и млађим братом. Током жетве за друго Четвртвековно затомљење, један трибут покушава да побегне, што се завршава кобно. У покушају прикривања, званичници Капитола – укључујући Друзилу Сикл и сниматеља Плутарха Хевенсбија – именују Хејмича као замену, поново инсценирајући жетву. Његови сународници из Дистрикта 12 укључују Вајата Калоуа, Луелу Мекој и Мејзили Донер.
По доласку у Капитол, трибути се одбацују као „аутсајдери”. Током Параде трибута, несрећа са кочијама са коњском запрегом односи Луелин живот; касније је замењује дрогирана двојница, која добија надимак Лу Лу. Без преживелих победника из њиховог дистрикта, трибутима се додељују ментори из претходних Игара – Вајрес из Дистрикта 3 и Мегс из Дистрикта 4. Хејмич у ТВ интервјуима прихвата „дрску” персону како би привукао спонзоре, упркос катастрофално ниском скору на евалуацији.
Током тренинга, Бити, бивши победник чијег су сина Амперта жребом изабрали за трибута, регрутује Хејмича у тајни план саботирања арене. Уз Плутархову подршку и пре почетка Игара, Хејмич се опрашта од своје девојке Ленор Дав у горко-слатком телефонском позиву, прихватајући задатак да детонира експлозив у подземном резервоару воде како би потопио систем.
Када Игре започну, арена је пуна отровних опасности. Хејмич напушта свој савез са Новајлијама да би спровео свој план. Накратко га прати Лу Лу, која убрзо умире од отровног полена. Удружује се са Ампертом како би изазвао експлозију у каналима који ослобађају генетски модификоване мутанте. Иако поплава не успева потпуно да онеспособи арену, а мутанти одузимају Ампертов живот, Хејмич стиче привремену предност. Касније, током сукоба са савезом каријериста, Мејзили му спасава живот отровном стрелицом, чиме се њихово партнерство обнавља.
Решен да пронађе начин да уништи арену, Хејмич убеђује Мејзили да истраже њен обод. Сусрећу се и са каријеристима и са троје твораца Игара, накратко се уједињујући како би их елиминисали, пре него што се раздвоје. На ивици арене откривају генератор снаге заштићен пољем силе. Док се раздвајају, Мејзили смртно нападају мутантске птице. Хејмич потом трага за последњом преживелом Новајлијом, Вели. Након кратког поновног сусрета, оставља је саму, а кад се врати, затиче је у заседи трибута из Дистрикта 1, Силке. У завршном окршају крај литице, Силка случајно гине од сопственог оружја, док тешко рањени Хејмич губи свест покушавајући да детонира последњи експлозив против поља силе.
Хејмич се буди у Капитолу и бива приморан да присуствује низу јавних догађаја, постепено схватајући да је телевизијска верзија Игара знатно измењена како би се избрисали трагови побуне. По повратку у Дистрикт 12, затиче свој дом спаљен – мајка и брат су му мртви. Поновни сусрет са Ленор на мирној ливади завршава трагично када она несвесно поједе отровану бомбону – чин који је режирао председник Сноу. Ленор умире у његовим рукама, молећи га да спречи „још једно свитање над жетвом”.
Прогоњен губицима, Хејмич се повлачи у изолацију у Победничком селу, удаљавајући се од некадашњих пријатеља из страха за њихову безбедност. Ипак, током Победничке турнеје, Плутархово охрабрење подстиче га да настави борбу. У епилогу, смештеном након догађаја из оригиналног серијала, Хејмич почиње да се отвара према Кетнис и Пити, налазећи известан мир у бризи о гушчјим јајима у сећање на Ленор Дав.

## Ликови
- Хејмич Абернати – Протагониста романа. Други мушки трибут из Дистрикта 12 за 50. Игре глади. Отворен је, нагле нарави и даје све од себе да се врати својој породици и девојци у Дистрикт 12.
- Ленор Дав Берд – Ленор Дав је Хејмичева девојка. Припада Кавијима, некада номадској музичкој групи која је након рата била приморана да се насели у Дистрикту 12.
- Луела Мекој – Први женски трибут из Дистрикта 12 за 50. Игре глади. Убијена је током Параде трибута, након чега је Капитол замењује двојницом.
- Мејзили Донер – Други женски трибут из Дистрикта 12 за 50. Игре глади. Она је првобитна власница броша са птицом који ће касније добити Кетнис у Играма глади. Има сестру близнакињу, Мерили Донер.
- Вајат Калоу – Први мушки трибут из Дистрикта 12 за 50. Игре глади.
- Вајрес – Победница 49. Игара глади. Ментор трибутима из Дистрикта 12 током другог Четвртвековног затомљења.
- Мегс Фланаган – Победница 11. Игара глади. Ментор трибутима из Дистрикта 12 током другог Четвртвековног затомљења.
- Друзила Сикл – Пратиља из Капитола за трибуте из Дистрикта 12 током 50. Игара глади.
- Плутарх Хевенсби – Сниматељ из Капитола додељен трибутима из Дистрикта 12 током 50. Игара глади.
- Амперт – Мушки трибут из Дистрикта 3 за 50. Игре глади. Син је Битија. Члан је савеза Новајлија и Хејмичов савезник.
- Ефи Тринкет – Новопостављена пратиља и стилиста за трибуте из Дистрикта 12 током 50. Игара глади.
- Сид Абернати – Хејмичов брат.